# Byalgrad
Byalgrad (en búlgaro Бялград, "fortaleza blanca") es una fortaleza medieval situada a ocho kilómetros del pueblo de Gugutka en la provincia de Haskovo, al sureste de Bulgaria.

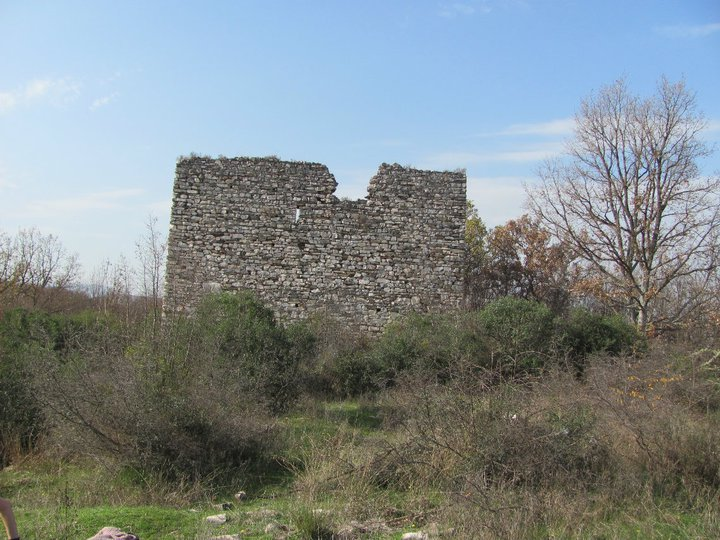
Ruinas de Byalgrad

El nombre de la fortaleza viene del color brillante de sus paredes de piedra caliza.
La fortaleza fue construida en el siglo XII, con paredes que alcanzaban hasta ocho metros de altura y dos metros de espesor. Fue reconstruido durante la dominación otomana de Bulgaria. La parte mejor conservada es la mazmorra. 